# Tattooed Millionaire
Tattooed Millionaire ist das erste Soloalbum von Bruce Dickinson aus dem Jahr 1990. Es erschien am 8. Mai 1990 bei EMI Music.

## Hintergrund
Das Albumprojekt begann, als Dickinson gebeten wurde, einen Song für A Nightmare on Elm Street 5: The Dream Child aufzunehmen, und so schrieb er Bring Your Daughter… to the Slaughter. In Zusammenarbeit mit dem zukünftigen Iron Maiden-Gitarristen Janick Gers begann Dickinson mit der Erstellung eines Soloalbums, das sich grundlegend von seinen Werken mit Iron Maiden unterschied und eher einen Hardrock-Sound enthielt. Bring your Daughter… war auf der Originalveröffentlichung nicht enthalten, da Iron Maiden plante, eine alternative Version für ihr 1990er-Album No Prayer for the Dying aufzunehmen, das später auch die einzige Nummer-eins-Single der Band in Großbritannien wurde.

## Titelliste
Alle Titel wurden von Bruce Dickinson und Janick Gers geschrieben, außer wo angegeben.
| No. | Titel                                       | Autoren     | Länge |
| --- | ------------------------------------------- | ----------- | ----- |
| 1.  | Son of a Gun                                |             | 5:55  |
| 2.  | Tattooed Millionaire                        |             | 4:28  |
| 3.  | Born in '58                                 |             | 3:40  |
| 4.  | Hell on Wheels                              |             | 3:39  |
| 5.  | Gypsy Road                                  |             | 4:02  |
| 6.  | Dive! Dive! Dive!                           |             | 4:41  |
| 7.  | All the Young Dudes (Mott the Hoople cover) | David Bowie | 3:50  |
| 8.  | Lickin’ the Gun                             |             | 3:17  |
| 9.  | Zulu Lulu                                   |             | 3:28  |
| 10. | No Lies                                     | Dickinson   | 6:17  |

| No. | Titel                                             | Autorne                               | Länge |
| --- | ------------------------------------------------- | ------------------------------------- | ----- |
| 11. | Spirit of Joy (Arthur Brown cover)                | Arthur Brown, Michael Harris          | 3:12  |
| 12. | Darkness Be My Friend                             | Dickinson                             | 2:01  |
| 13. | Sin City (AC/DC cover)                            | Bon Scott, Angus Young, Malcolm Young | 4:37  |
| 14. | Winds of Change                                   |                                       | 4:14  |
| 15. | Riding with the Angels (live, Russ Ballard cover) | Russ Ballard                          | 4:20  |

| No. | Titel                                                                 | Autoren                                                          | Länge |
| --- | --------------------------------------------------------------------- | ---------------------------------------------------------------- | ----- |
| 1.  | Bring Your Daughter... to the Slaughter (original soundtrack version) | Dickinson                                                        | 5:01  |
| 2.  | Ballad of Mutt                                                        |                                                                  | 3:35  |
| 3.  | Winds of Change                                                       |                                                                  | 3:23  |
| 4.  | Darkness Be My Friend                                                 | Dickinson                                                        | 2:03  |
| 5.  | Sin City                                                              | Scott, A. Young, M. Young                                        | 4:40  |
| 6.  | Dive! Dive! Dive! (live)                                              |                                                                  | 4:43  |
| 7.  | Riding with the Angels (live)                                         | Ballard                                                          | 4:20  |
| 8.  | Sin City (live)                                                       | Scott, A. Young, M. Young                                        | 4:49  |
| 9.  | Black Night (live, Deep Purple cover)                                 | Ritchie Blackmore, Ian Gillan, Roger Glover, Jon Lord, Ian Paice | 4:33  |
| 10. | Son of a Gun (live)                                                   |                                                                  | 5:54  |
| 11. | Tattooed Millionaire (live)                                           |                                                                  | 4:35  |

## Mitwirkende
Musiker
- Bruce Dickinson – vocals
- Janick Gers – guitar
- Andy Carr – bass
- Fabio Del Rio – drums

Produktion
- Chris Tsangarides – producer, engineer
- Nigel Green – mixing
- Chris Marshall – assistant engineer
- Ian Cooper – mastering at Townhouse Studios, London

## Rezeption
Das Album brachte vier Top-40-Singles in Großbritannien hervor, wobei die Lead- und Titelsingle Tattooed Millionaire Platz 18 erreichte. Ein Cover des von David Bowie verfassten Mott-the-Hoople-Hits All the Young Dudes war ebenfalls dabei ein Erfolg und erreichte Platz 23.
Das Album selbst erreichte Platz 14 in Großbritannien, Platz 39 in Deutschland und Platz 35 in der Schweiz. Rock Hard wertete mit neun von zehn Punkten. Allmusic vergab vier von fünf Sternen.